# Leucopenicillifer gracilis
Leucopenicillifer gracilis är en svampart som beskrevs av G.R.W. Arnold 1971. Leucopenicillifer gracilis ingår i släktet Leucopenicillifer, divisionen sporsäcksvampar och riket svampar.   Inga underarter finns listade i Catalogue of Life.